# 陈韬 (光绪举人)
陈韬（1869年—1937年），原名瞻常，字季略，号玉螭公，男，原籍湖南衡山，生于江苏阳湖，清末民初人物，擅书法。

## 生平
陈韬是光绪年间举人，曾入沈秉堃、锡良、赵尔丰、赵尔巽幕。此后历任四川乐至、奉节、郫县等县知县，崇庆州知州。在任乐至知县期间，夫人庄曜孚反对缠足，并在该县创办女学，为时人传为佳话。后来其在成都任职于财政公所。中华民国成立后，于民国二年（1913年）至常熟。次年任六合县税官，不久回到苏州。民国六年（1917年）寓居北京。民国二十六年（1937年）逝世，终年68岁。

## 家庭
陈韬父亲为陈钟英（字怀庭），母亲为赵细琼（赵蕉雨）。赵氏是道光六年进士赵仁基之女、清末著名幕僚赵烈文之妹。陈韬长兄陳鼎为光绪六年进士、翰林院编修，次兄陈范为清末民初著名报人。光绪九年进士陈毓光、光绪十五年进士陳嘉言则是他的堂兄弟。
陈韬妻子庄曜孚是莊蘊寬之妹，他们育二子六女。其子女及后辈包括（第三代后仅列出部分人物）：
- 长女：陈鸿，字甲翩，夫方遥
  - 长子：方俊（1904年－1998年），地球物理学家、中国科学院院士
  - 次子：方俨
  - 次女：方菁，夫贺孟斧为舞台美术家、话剧导演
  - 三女：方烨，夫许京骥
- 次女：陈衡哲（1893年－1976年），字乙睇，著名女作家，夫任鸿隽为著名化学家、中国科学社首任社长
  - 长女：任以都（1921年－），历史学家，宾夕法尼亚州立大学教授
  - 次女：任以书（1925年－），夫程述铭为天文学家
  - 子：任以安（1928年－2014年），地质学家，美国国家科学院院士、原美国地质学会会长
- 三女：陈凤，字丙翙，夫刘秉勋
  - 长子：刘棪，妻兰运同
  - 次子：刘西尧（1916年－2003年），原第二机械工业部部长、教育部部长，少将军衔
  - 三子：刘江汉
  - 长女：刘锡堔
  - 次女：刘澍，夫张义鑫
- 长子：陈扬，字逸飞，妻魏振芝
  - 长女：早夭
  - 长子：陈曾符，后改名史正，妻王能贞
  - 次女：陈小姿，夫赵致中
  - 三女：陈汝，夫邹汉民
- 四女：陈衡粹，字丁妩，夫余上沅为著名戏剧家
  - 长子：余汝南，妻张曼新
  - 次子：余棣北，妻郁晓民为郁风之妹、郁达夫侄女
    - 女：郁彬，统计学家，加州大学伯克利分校教授、美国国家科学院院士

  - 三子：余安东（1937年－），建筑专家，原同济大学教授、同济大学出版社首任社长，妻陶德华
  - 四子：余同希（1941年－），力学家，原香港科技大学教授，妻李世莺
- 五女：陈鹂（1905年－1999年），字戊双，画家、编辑，夫周仲眉
  - 长女：周同云，夫周延佑
  - 长子：周舟，妻武纯一
  - 次子：周同章，妻杨惠家
- 六女：陈（1909年－2007年），字己同，数学家，原南开大学教授，夫吴大任为数学家、原南开大学副校长
  - 吴介之（1940年－）：流体力学家，北京大学工学院教授，妻季川
  - 吴喜之（1944年－）：统计学家，中国人民大学教授，妻沈琴婉是著名数学家陈省身的秘书、原南开大学信息学院教授[4]
- 次子：陈益，字谦受，银行家，曾任北平中孚银行经理，妻蒋恩钿为园艺专家，被誉为“月季夫人”
  - 女：陈梅
  - 子：陈棣，妻沈捷